# Tiny Thief
Tiny Thief este un joc de puzzle și aventură dezvoltat de 5Ants și publicat de Rovio Stars, o divizie a Rovio Entertainment. Jocul a fost lansat pentru iOS și Android în 2013 și a câștigat rapid popularitate datorită graficii sale unice, gameplay-ului captivant și povestirii ingenioase.

## Poveste
În Tiny Thief, jucătorul intră în pielea unui mic hoț într-o lume medievală plină de provocări și pericole. Micul hoț trebuie să folosească inteligența și abilitățile sale pentru a rezolva puzzle-uri și a fura obiecte valoroase în timp ce evită paznici, capcane și alte obstacole. Fiecare nivel prezintă o poveste unică și provocări diferite, de la salvarea unei prințese la recuperarea unei comori furate.

## Gameplay
Jocul combină elemente de puzzle și strategie, jucătorii trebuind să interacționeze cu obiectele din mediul înconjurător pentru a progresa. Tiny Thief oferă o varietate de nivele, fiecare cu propriile sale obiective și secrete ascunse. Jucătorii trebuie să colecteze toate obiectele necesare și să evite să fie prinși pentru a avansa la următorul nivel.

### Obiectivele principale
- Furtul obiectelor țintă: În fiecare nivel, jucătorul trebuie să fure anumite obiecte pentru a completa misiunea.
- Rezolvarea puzzle-urilor: Fiecare nivel are puzzle-uri complexe care trebuie rezolvate pentru a avansa.
- Evitatul inamicilor: Jucătorul trebuie să evite paznicii și alte pericole pentru a nu fi prins.

### Niveluri și locații
Tiny Thief include mai multe locații tematice, fiecare cu un set unic de nivele:
- Orașul medieval: Unde micul hoț începe aventurile sale.
- Pădurea fermecată: Plină de creaturi magice și capcane naturale.
- Castelul regal: Unde hoțul trebuie să navigheze prin camere regale și să evite paznicii regali.
- Vasul pirat: O navă plină de pirați și comori ascunse.

## Grafică și sunet
Tiny Thief este cunoscut pentru stilul său vizual unic, cu grafică desenată manual care amintește de desenele animate. Animațiile sunt fluide și pline de viață, adăugând un farmec aparte jocului. Muzica și efectele sonore sunt de asemenea remarcabile, contribuind la atmosfera ludică și captivantă a jocului.

## Personaje
Tiny Thief introduce o varietate de personaje memorabile, de la eroul nostru tăcut și isteț, la gardieni comici și antagoniști carismatici. Fiecare personaj are propriile sale trăsături distincte și contribuie la bogăția lumii jocului. De asemenea, prietenii și aliații, precum un dihor ajutător, adaugă un plus de profunzime și strategie gameplay-ului.

## Dezvoltare și lansare
Tiny Thief a fost dezvoltat de studioul spaniol 5Ants și publicat de Rovio Stars, marcând una dintre primele colaborări ale Rovio Entertainment cu un alt dezvoltator. Jocul a fost lansat pe 11 iulie 2013 și a fost bine primit de critici și jucători deopotrivă pentru originalitatea și execuția sa.

## Recepție
Tiny Thief a primit recenzii pozitive de la critici, fiind lăudat pentru designul său creativ, puzzle-urile ingenioase și atmosfera plină de umor. A fost apreciat pentru abordarea sa proaspătă și inovatoare a genului de puzzle și aventură, devenind un titlu popular printre jucătorii de toate vârstele.

## Premii și nominalizări
De-a lungul timpului, Tiny Thief a fost nominalizat și a câștigat mai multe premii pentru designul său de joc, grafică și inovație. Printre cele mai notabile premii se numără:
- Cea mai bună grafică într-un joc mobil la premiile Pocket Gamer.
- Cel mai bun joc de puzzle la International Mobile Gaming Awards.

## Moștenire
Tiny Thief rămâne unul dintre cele mai inovatoare și captivante jocuri de puzzle lansate de Rovio, continuând să fie apreciat de jucători pentru povestea sa fermecătoare și gameplay-ul ingenios. Cu un design artistic distinct și o mulțime de provocări creative, Tiny Thief este un joc care oferă ore nesfârșite de distracție și satisfacție.
Titlul este un exemplu excelent de joc video care combină povestirea captivantă, designul grafic excepțional și puzzle-urile inteligente într-o experiență de joc unică și plăcută. Cu toate că a fost lansat acum mai bine de un deceniu, jocul continuă să fie apreciat pentru creativitatea și farmecul său, rămânând un titlu de referință în genul său.
În joc tu ești un hoț care trebuie să fure diferite lucruri pentru oameni pe care îi va pedepși furând ceva de la ei la sfârșitul stagiului
1. ↑   https://www.imgawards.com/winners-nominees/10th-imga/ Lipsește sau este vid: |title= (ajutor)